# Slauson (línea J del Metro de Los Ángeles)
No confundirse con la estación del mismo nombre en la Línea A del Metro de Los Ángeles: Slauson.
Slauson es una estación  de autobuses de tránsito rápido en la línea Plata del Metro de Los Ángeles. Se encuentra localizada en el Harbor Transitway de la Interestatal 110, en la intersección con Slauson Avenue, en Los Ángeles (California). La estación es administrada por el Autoridad de Transporte Metropolitano del Condado de Los Ángeles.

## Servicios

### Conexiones
Servicios de autobuses
- Metro Express: 442, 460, 550
- LADOT Commuter Express: 438, 448
- Orange County Transportation Authority: 701, 721
- Gardena Transit: 1
- Torrance Transit: 1, 2

Servicios en la avenida Slauson
- Metro Local: 45, 81, 108, 358
- Metro Rapid: 745